# Кіноіндустрія
Кіноінду́стрія (кінопромисло́вість; англ. film industry, нім. Filmwirtschaft) — галузь промисловості, що займається виробництвом і розповсюдженням (зокрема маркетингом і прокатом) кінофільмів.
Кіноіндустрія складається з технологічних і комерційних інституцій, а саме: виробничих кінокомпаній (продакшен-компаній), студій мультфільмів, кіностудій, компаній-дистрибуторів, компаній виробництва дубляжу, кінопрокатних компаній, акторських агенцій, професійних об'єднань індустрії (напр. сценаристів, акторів, технічного персоналу).
Хоча вирбництво кіно є глобальним видом діяльності, про розвинуту кіноіндустрію йдеться лише у декількох країнах, зокрема в США, Індії, Китаї. Багато фільмів знімають поза країнами, у яких зосереджені їхні головні бізнес-офіси. Наприклад, щоб знизити вартість виробництва, фільми студій США знімають у Канаді, Великій Британії, Австралії або в країнах Східної Європи. Це, зі свого боку, сприяє розвитку кіноіндустрії в цих країнах.
У країнах-споживачах іноземних кінофільмів розвинута індустрія їхнього дублювання та перекладу на місцеву мову. Зокрема, студії кінодубляжу в Україні послуговуються не лише державною підтримкою через квотування, але й активною громадсько-суспільною підтримкою Акція «Кінопереклад» [Архівовано 29 лютого 2012 у Wayback Machine.].